# Lucas da Costa

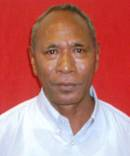
Lucas da Costa

Lucas da Costa (* 11. Januar 1952 in Atsabe, Ermera, Portugiesisch-Timor; † 5. September 2019 in Dili, Osttimor), Kampfname Rama Metan (weitere verwendete Kampfnamen: Lahe Mau, 4, Colimau, Asa-Bere), war ein Politiker aus Osttimor, Mitglied der Partido Democrático (PD) und Vorsitzender der Nationalen Politischen Kommission der PD. Außerdem war er Direktor der Universidade da Paz (UNPAZ) in der Landeshauptstadt Dili.

## Werdegang
Lucas da Costa war der dritte Sohn von Raimundo Gonçalves und Lahe-Mau. Neben seinen beiden Brüdern hatte er auch noch zwei Schwestern.
1974/1975 war Costa Delegierter im Präsidium des Regionalkomitees der FRETILIN in Manufahi. Am 15. August 1975, vier Tage nach dem Putsch der UDT, schloss er sich in Aissirimou (Aileu) dem bewaffneten Arm der FRETILIN an, der FALINTIL. Im September wurde Costa nach Atsabe versetzt. Am 6. Dezember erreichten die indonesischen Invasoren Atsabe. Costa leistete in Hatulia und Fatubessi weiter Widerstand. Er befehligte eine Kampfgruppe, die in Atsabe in Gefechten mit den indonesiern verwickelt war. Mit seiner Gruppe, den Antenas da Resistencia oder Grupu Analiza Politíka hörte er Radioprogramme in verschiedenen Sprachen ab. Aufgrund dieser Informationsarbeit wurde Costa von Nicolau dos Reis Lobato 1976 zum Direktor des osttimoresischen Roten Kreuzes ernannt. 1978 geriet Costa in einen indonesischen Hinterhalt und wurde gefangen genommen. Zwei Jahre blieb er in Gefangenschaft, dann wurde er freigelassen.
Als Student im indonesischen Bali war Costa 1988 eines der Gründungsmitglieder der Resistência Nacional dos Estudantes de Timor-Leste RENETIL. Ab 1991 gehörte er dem achtköpfigen Präsidium an. 1998 wurde Costa Mitglied der Nationalen Politkommission und der Exekutivkommission des Conselho Nacional de Resistência Timorense (CNRT).

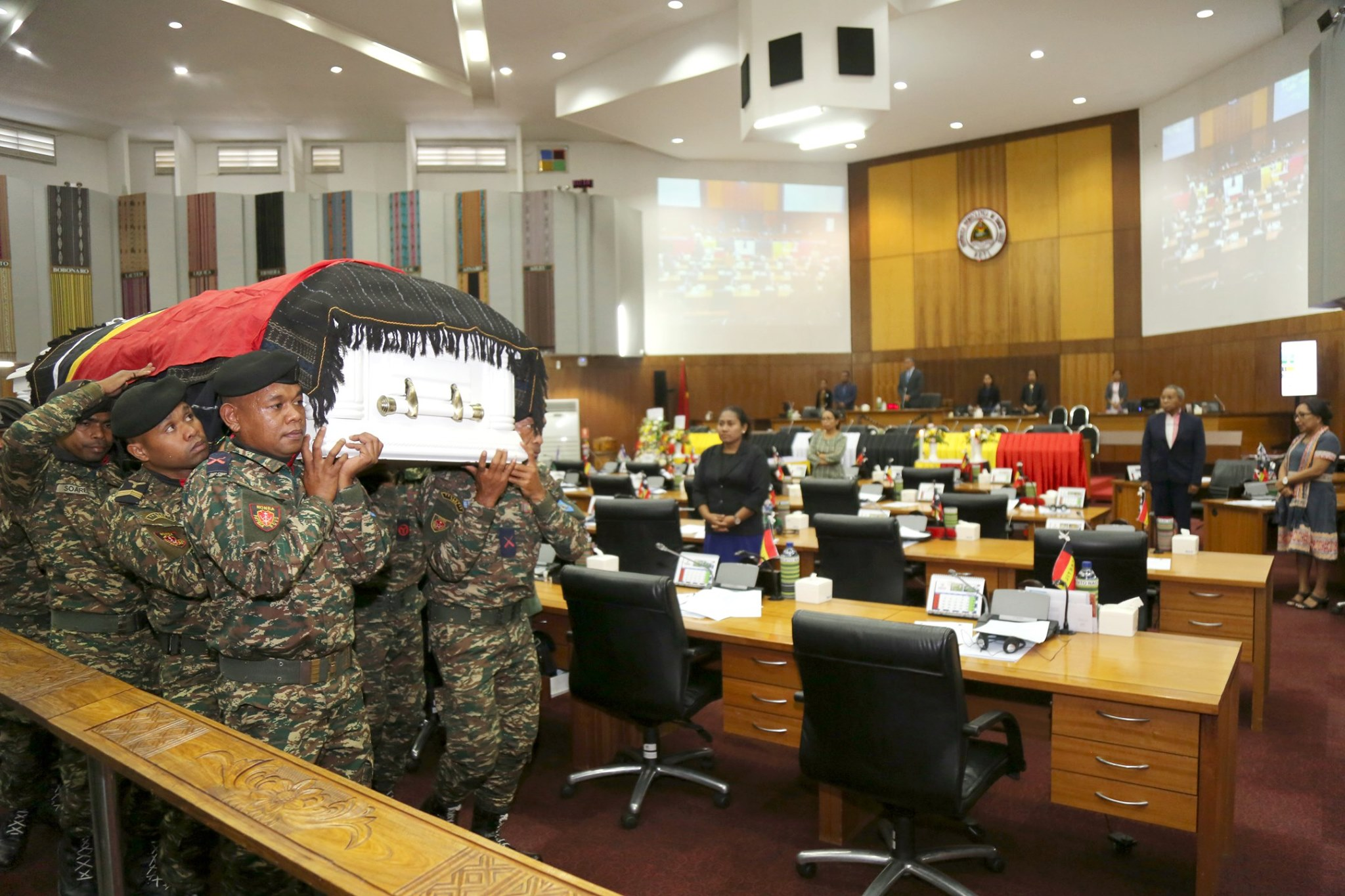
Trauerfeier für Costa im Nationalparlament

Von 2007 bis 2012 war Costa Mitglied des Nationalparlaments Osttimors und hier in der Kommission für Wirtschaft, Finanzen und Korruptionsbekämpfung (Kommission C). Als der ebenfalls aus dem Westen des Landes stammende PD-Fraktionschef Adriano do Nascimento dem Minister für Landwirtschaft, Forstwirtschaft und Fischerei Mariano Sabino Lopes (ebenfalls PD) vorwarf, alle Positionen der Partei in der Regierung würden nur mit Personen aus dem Ostteil des Landes besetzt und daher für sich ebenfalls einen Posten forderte, erhielt Nascimento Unterstützung von Costa und dem Abgeordneten Vital dos Santos. Sie drohten im Parlament gegen die Bildung der Regierungskoalition Aliança da Maioria Parlamentar (AMP) zu stimmen. Nascimento wurde schließlich Staatssekretär für Tourismus.
Am 24. Januar erklärte Costa in Gleno seine Kandidatur bei den Präsidentschaftswahlen in Osttimor 2012, obwohl auch sein Parteichef Fernando de Araújo antrat. Costa erhielt bei den Wahlen 0,83 % der Stimmen, Araújo 17,30 %.
Costa verstarb am 5. September 2019 im Hospital Nacional Guido Valadares in Dili. Er wurde auf dem Heldenfriedhof in Metinaro beigesetzt.